# كين ستار
كين ستار (بالإنجليزية: Ken Starr)‏ (و. 1946 – م) هو محام، وقاض، ومدع، وبروفيسور (أستاذ جامعي) من الولايات المتحدة الأمريكية ولد في فيرنون، تكساس.
وهو عضو في الحزب الديمقراطي الأمريكي، والحزب الجمهوري.

## التعليم
تعلم في جامعة براون، وجامعة جورج واشنطن، وجامعة ديوك.

## الوفاة
توفي كين ستار في 13 سبتمبر 2022 عن عمر ناهز السادسة والسبعين.

## وصلات خارجية
- كين ستار على موقع IMDb (الإنجليزية)
- كين ستار على موقع الموسوعة البريطانية (الإنجليزية)
- كين ستار على موقع إن إن دي بي (الإنجليزية)